# Teiche in der Heubachniederung (COE)
Das ehemalige Naturschutzgebiet Teiche in der Heubachniederung (COE) liegt zum Teil auf dem Gebiet der Stadt Dülmen im Kreis Coesfeld in Nordrhein-Westfalen.
Das etwa 118,2 ha große Gebiet mit der Schlüsselnummer COE-007K2, das im Jahr 1987 unter Naturschutz gestellt wurde, erstreckt sich südwestlich der Kernstadt Dülmen und westlich von Hausdülmen. Am nordwestlichen Rand verläuft die A 43 und östlich die Landesstraße L 551. Durch das Gebiet fließt der Heubach, der Oberlauf des Halterner Mühlenbachs. Zusammen mit den im Kreis Recklinghausen gelegenen Teilen liegt das Naturschutzgebiet im FFH-Gebiet gleichen Namens.
Die Verordnung zum Schutzgebiet ist ausgelaufen, ein Entwurf einer Verordnung zur Neuausweisung ist 2018 veröffentlicht worden.